# Plaza de la Almoina
La plaza de la Limosna (en valenciano plaça de l'Almoina), en la ciudad de Valencia (España), se sitúa en su centro histórico y está considerada la más antigua de la población. Recibe su nombre por el edificio ya desaparecido de la Almoina y en ella se encuentran el palacio arzobispal, la catedral, la fachada trasera de la basílica de la Virgen de los Desamparados y otros edificios de gran valor arquitectónico.

## Historia
Fue plaza mayor de la ciudad romana desde el 138 a. C., donde se situaba el foro. Allí estuvo la primera basílica visigótica, convertida después en mezquita y posteriormente en templo cristiano.
Tras la reconquista recibió el nombre de Plaza de la Fruita (de la fruta) y Plaza de la Llenya (de la leña), por los mercados que se instalaban en ella.
Actualmente es una plaza recién restaurada y bajo ella se encuentra un importante yacimiento arqueológico que puede visitarse en el denominado museo de la Almoina. 

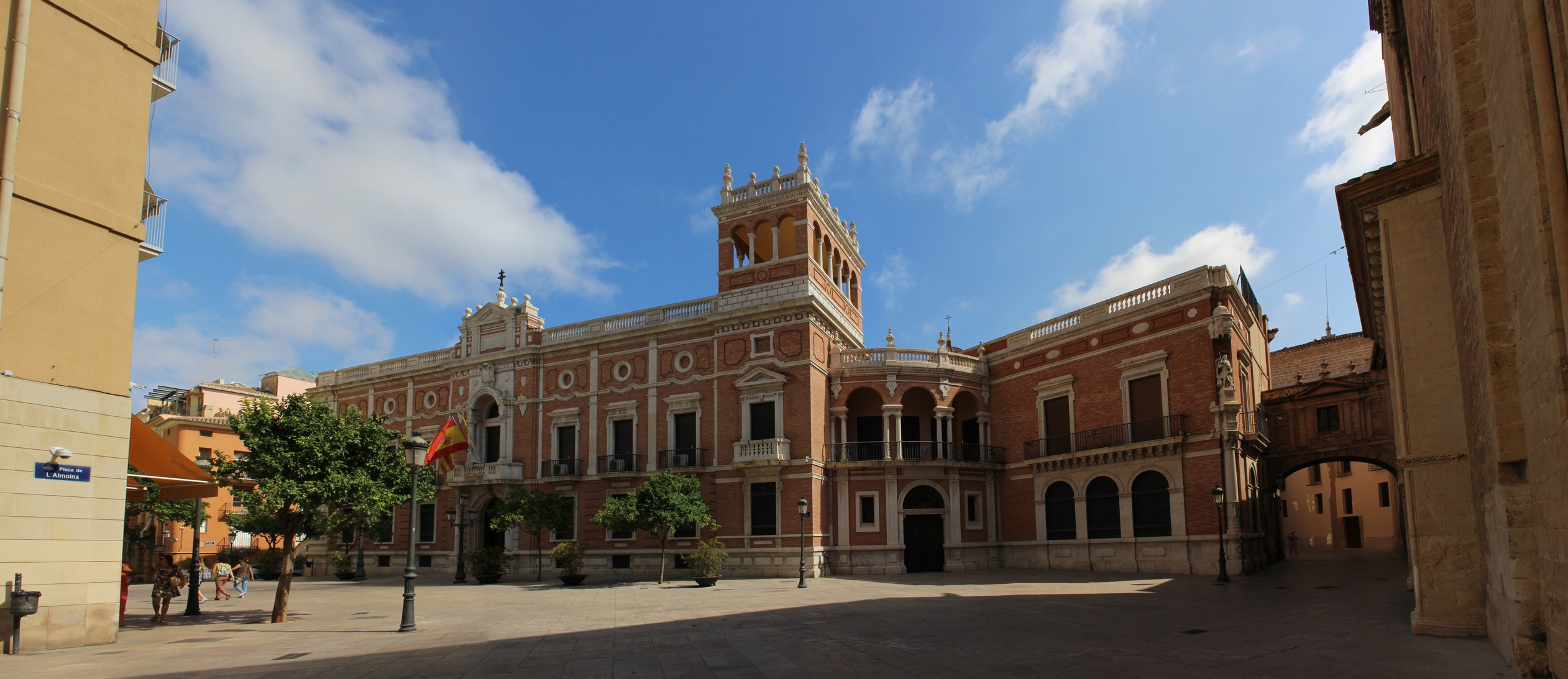
Palacio Arzobispal (1941-1946) en la calle Palau 2 de Vicente Traver Tomás.